# Същински смокове
Същинските смокове (Colubrinae) са подсемейство влечуги от семейство Смокообразни (Colubridae).
Таксонът е описан за пръв път от Николаус Опел през 1811 година.

## Родове
- Aeluroglena
- Aprosdoketophis
- Archelaphe
- Argyrogena
- Arizona – Гланцови змии
- Bamanophis
- Bogertophis
- Boiga – Бойги
- Cemophora – Червени смокове
- Chilomeniscus
- Chionactis
- Chironius – Американски горски змии
- Coelognathus
- Coluber – Смокове стрелци
- Colubroelaps
- Conopsis
- Coronella – Медянки
- Crotaphopeltis – Жълтоусти змии
- Cryptophidion
- Cyclophiops
- Dasypeltis – Яйцеядни змии
- Dendrophidion
- Dipsadoboa
- Dispholidus – Бумсланги
- Dolichophis
- Drymarchon – Индигови змии
- Drymobius – Американски смоци
- Drymoluber
- Dryocalamus
- Dryophiops
- Eirenis – Ейрениси
- Elachistodon
- Elaphe – Пъстри смокове
- Euprepiophis
- Ficimia
- Gonyophis
- Gonyosoma – Червеноопашати змии
- Gyalopion
- Hapsidophrys
- Hemerophis
- Hemorrhois
- Hierophis
- Lampropeltis – Кралски змии
- Leptodrymus
- Leptophis – Папагалови змии
- Lepturophis
- Liopeltis
- Lycodon
- Lytorhynchus – Шилоноси смокове
- Macroprotodon
- Maculophis
- Masticophis – Американски камшични смоци
- Meizodon
- Muhtarophis
- Oligodon – Малкозъби змии
- Oocatochus
- Opheodrys – Тревни смоци
- Oreocryptophis
- Orientocoluber
- Oxybelis – Американски лозови змии
- Pantherophis
- Persiophis
- Philothamnus – Африкански храстови смокове
- Phrynonax
- Phyllorhynchus – Листоноси змии
- Pituophis – Гоферови змии
- Platyceps
- Pseudelaphe
- Pseudocyclophis
- Pseustes – Американски пуфтящи змии
- Ptyas – Големоглави смоци мишкари
- Rhadinophis
- Rhamnophis
- Rhinechis
- Rhinobothryum
- Rhynchocalamus
- Rhynchophis
- Salvadora – Петнистоноси змии
- Scaphiophis
- Scolecophis
- Senticolis
- Simophis
- Sonora – Сонорски пясъчни смокове
- Spalerosophis – Диадемови змии
- Spilotes – Черножълти смокове мишкари
- Stegonotus
- Stenorrhina
- Symphimus
- Tantilla
- Tantillita
- Telescopus – Котешки змии
- Thelotornis – Африкански лозови змии
- Thrasops – Черни дървесни смокове
- Toxicodryas
- Trimorphodon – Лирови смокове
- Wallaceophis
- Xenelaphis
- Xyelodontophis
- Zamenis